# Manuel Antonio del Corral
Manuel Antonio Del Corral (Santo Domingo de la Calzada, Logroño España, ca. 1790 - La Habana Cuba, 1825?)  fue un músico español autor de marchas patrióticas, música sacra, ópera, jarabe y música clásica. A la entrada de los Franceses a España se traslada a la Ciudad de México en calidad de exiliado político en la Nueva España donde se casa con una criolla y escribe la mayor cantidad de su obra musical. 
Como maestro, Del Corral desempeñó un papel muy importante como formador de la siguiente generación de compositores entre los que se encontraba José Antonio Gómez. Gómez, fue fundador de la Segunda Sociedad Filarmónica de México (1839), llamada Gran Sociedad Filarmónica. Del Corral publicó varias obras pedagógicas tales como el Método de Pianoforte y el Método de Armonía Del Corral anunció varias suscripciones de partituras desde las páginas del Diario de México.
Entre sus obras podemos mencionar: 
- La ópera en dos actos titulada El saqueo o los franceses en España.[4]
- Los gemelos o Los tíos burlados – Ópera cómica en dos actos ,[1]
- La madre y la hija – Ópera bufa en tres actos,
- Jarabe para guitarra de la ópera “Los gemelos”.[7][8] El
- Concierto para clave obligado a toda orquesta,
- Variaciones para clave solo sobre la canción italiana Sul Marggin e d’un rio,
- Sonata para clave, Sonata para pianoforte, y
- Doce minuetos para clave dedicados a Fernando VII entre otras obras.

La única obra conservada al día de hoy es el Andante con Variaciones. De esta obra existen dos versiones, una para teclado y otra para dos guitarras. La primera de ellas pertenece al archivo de la Capilla de Música de la Catedral Basílica de Durango, México mientras que la segunda (versión para dos guitarras) se encuentra en la “Biblioteca Sutro” de San Francisco, California con motivo de las exequias de la reina María Isabel Francisca de Braganza y Borbón, celebradas los días 9 y 10 de julio de 1819, escribió la música del primer salmo de las vísperas de difuntos (Dilexi quoniam) que se escuchó en la Catedral Metropolitana. Tras la Independencia de México sale hacia La Habana, Cuba en 1822. Se estima muere en 1825 en La Habana.